# Willa „Bożenka” w Milanówku
Willa „Bożenka” w Milanówku – zabytkowa willa w Milanówku, położona przy ul. Spacerowej 3, wybudowana w 1911 roku na zlecenie Emilii Marii Zajdy. Od 1990 stanowi siedzibę Integracyjnej Społecznej Szkoły Podstawowej nr 18. 

## Historia
Działka pod budowę willi została nabyta przez E.M. Zajdę w 1910 roku od Michała Lasockiego, założyciela letniska Milanówek. Wartość transakcji wyniosła 1400 rubli. W 1911 wzniesiono tam budynek, w którym pierwotnie mieścił się pensjonat. W 1919 gmach stał się siedzibą nowo utworzonej szkoły, Humanistycznego Gimnazjum Koedukacyjnego, popularnie zwanego po prostu Gimnazjum w Milanówku. W 1939 gimnazjum zaprzestało działalności z uwagi na wybuch II wojny światowej, zaś budynek został na krótko zajęty na potrzeby armii niemieckiej, która umieściła tam zarówno kwatery żołnierzy, jak i szpital polowy. W 1940 przywrócono jego rolę oświatową, tworząc dwuklasową szkołę handlową, która oprócz swej oficjalnej roli stanowiła też punkt koordynacyjny tajnych kompletów w Milanówku. Po wybuchu powstania warszawskiego willa stała się główną siedzibą ewakuowanego z Warszawy Szpitala Dzieciątka Jezus, przy czym część oddziałów ulokowano w dwóch innych budynkach Milanówka: w szkole podstawowej przy ul. Królewskiej oraz w willi „Kresy” przy pobliskiej ul. Słowackiego, która funkcjonowała jako szpital dziecięcy. 
Po zakończeniu wojny do „Bożenki” wróciło gimnazjum, przekształcone potem w liceum ogólnokształcące, które miało tam siedzibę do 1961 roku, kiedy to zostało przeniesione do nowszego budynku przy ul. Piasta. W 1988 „Bożenka” znalazła się wśród blisko 400 budynków położonych w Milanówku, wpisanych wspólnie do rejestru zabytków jako zespół urbanistyczno-krajobrazowy (wpis nr 1319-A). W 1990 większość willi stała się siedzibą Integracyjnej Społecznej Szkoły Podstawowej, od 1996 noszącej imię Emila Fieldorfa. Przez wiele lat szkoła dzieliła gmach z Miejską Biblioteką Publiczną, jednak ostatecznie biblioteka została przeniesiona do nowego budynku Urzędu Miasta, położonego przy tej samej ulicy.